# Big Pit National Coal Museum
Das Big Pit National Coal Museum ist ein Industriemuseum in Blaenavon, Torfaen, Wales. Nach hundertjährigem Betrieb von 1880 bis 1980, wurde die ehemalige Mine im Jahr 1983 der Öffentlichkeit zugänglich gemacht und dient heute als Besucherbergwerk. Dieses erinnert nun an die für Wales so bedeutende Kohleförderung in Zeiten der industriellen Revolution.

## Geschichte
Big Pit war ursprünglich eine Eisenmine, die nicht weit unter der Oberfläche in den Berg hineingegraben wurde. Dies geschah um das Jahr 1810 noch von Hand. Dynamit wurde erst Jahrzehnte später in der dann eröffneten Kohlemine verwendet, für die der Stollen der Eisenmine als Notausgang diente. Die ersten Erwähnungen der Kohlemine gehen auf das Jahr 1881 zurück.
Big Pit war Teil eines Netzwerkes von Minen, welches im frühen 19. Jahrhundert in Blaenavon gegründet wurde.
Nach langer Geschichte stellte die Mine am 2. Februar 1980 als eine der letzten in Blaenavon endgültig ihren Betrieb ein. 250 Menschen verloren hierdurch ihren Arbeitsplatz. Einige von ihnen dienen heute als Tourguides für die Führungen.

## Museum
Schon einige Jahre vor Schließung der Kohlemine entstanden erste Pläne, dort ein Industriemuseum zu errichten. Kurz nachdem diese schließlich erfolgt war, kaufte der Gemeinderat von Torfaen das Gelände für den symbolischen Preis von 1 £ und übergab es im Anschluss einer Wohltätigkeitsstiftung, die von nun an für den Aufbau des Museums verantwortlich war. Dieser kostete ursprünglich 1,5 Millionen Pfund. Im Jahr 1983 konnte das Museum mit 71 geschaffenen Arbeitsplätzen eröffnet werden. 2024 betrug die Besucherzahl etwa 107.000 Personen.